# Georgi Karamanliev
Georgi Dimitrov Karamanliev (Георги Димитров Караманлиев; * 6. října 1961 Topolovgrad, Bulharsko) je bulharský zápasník, reprezentant v zápase řecko-římském. V roce 1988 startoval na olympijských hrách v Soulu v kategorii do 68 kg, kde vypadl ve čtvrtém kole.